# Son Veny
Son Veny és una possessió del llogaret de Randa, al terme municipal d'Algaida, Mallorca. Antigament s'anomenava s'Estacar, nom que deriva del verb jurídic llatí stacare placitum, que significa "garantir mitjançant penyora o fiança". En el Llibre del Repartiment de Mallorca figurava amb 12 jovades d'extensió i fou donada a l'establidor reial Garcia A. pel rei Jaume I, juntament amb l'actual Randa. Està situada a la vall de Randa, vora l'antic camí de Llucmajor a Algaida, i fou un dels nuclis que va configurar el llogaret de Randa, a causa de la parcel·lació que va tenir lloc devers l'any 1500. Actualment, té unes 150 quarterades repartides en diferents establits, com són el nucli primitiu de Son Veny (conegut així des del segle xviii), format per les cases majors; i Treuré, el Comellar, ses Veles i Son Quelet, que són les cases menors, tocant a Randa, i que devia complir les funcions de posada. Confrontava antigament amb l'alqueria de Randa i Albenya a llevant i migjorn; per tramuntana, amb el pla des Tresorer, i per llebeig i ponent feia partió amb Galdent i s'Heretat.

## Construccions
Les cases són molt antigues, tipus fortalesa amb talussos laterals, on la part més moderna és el portal d'entrada i la finestra superior, que daten de l'any 1700. Sobre aquest portal hi ha l'escut d'armes familiar, bastant deteriorat pel temps, el qual també apareix simplificat en un altre portal interior de la sala gran, a la planta superior, i a la capella de Sant Josep de Randa.
Cal destacar, a la part posterior de les cases, una tafona per fer oli per a usos domèstics. Damunt el portal té gravada la data 1838. Adossat a les cases, davant la tafona i cobert per una porxada, hi ha el cup, que per les seves dimensions es pot deduir que abans de l'epidèmia de la fil·loxera devia produir bastant de vi.
Hi ha dues fonts prop de les cases, la font Fonda i la d'Estacar, que acumulen l'aigua a dos safaretjos per després regar l'hort del Comellar. A Treuré també hi ha una altra font de menor cabal. A les cases de Son Quelet, en canvi, tenen dret a 16 hores d'aigua setmanals de la font de Randa.